# Asmildkloster Landbrugsskole
Asmildkloster Landbrugsskole er en uddannelsesinstitution placeret på Asmildklostervej, ved østsiden af Nørresø, i bydelen Asmild, Viborg. Skolen har et bredt udvalg af basisuddannelser og efteruddannelse indenfor agronomi. Landbrugsskolen blev indviet i 1908.
Skolen har en nyopført gård og 15 hektar jord, inkl. 2 søer på Aalborgvej hvor blandt andet maskinkørsel og biologiundervisning foregår. Alt praktikundervisning med dyr har siden slutningen af 1990'erne foregået hos lokale landmænd.
Asmildkloster Landsbrugsskole har i dag cirka 160 faste elever, ligesom skolen årligt afholder diverse kurser for landmænd, folkeskoler, og virksomheder indenfor det grønne område.

## Historie
Skolen blev indviet 31. oktober 1908 i bygningerne tegnet af arkitekt Ulrik Plesner (1861-1933). Landbrugsskolen blev etableret på initiativ af jægermester Aage Krabbe til Hald Hovedgård, der i samarbejde med Viborg Amts Landøkonomiske Forening havde udviklet planer for en landbrugsskole på Asmild Klosters jordbesiddelser. Ved indvielsen sagde skolens første forstander Henrik Hauch "- at skolen skulle være en ren fagskole for landvæsen og ikke en folkehøjskole."
I det første år var der 72 elever på skolen, fordelt på 2 mands værelser. I 1914 havde skolen pladsmangel på grund af stigende elevtal, og i 1920 var 100 elever tilmeldt skolen. I 1921 blev der som det første i Danmark oprettet et kursus for skovfogedelever. Indtil 1978 var dette kursus placeret i Viborg, hvor det blev flyttet til Gribskov, og senere til Landbohøjskolen i København.

### Udvidelser
Igennem årene er der kommet flere tilbygninger til skolen, ligesom flere ejendomme er blevet opkøbt.
- 1954 – Maskinhal bliver tilføjet ved hovedbygningen.
- 1969 – Ny undervisningsfløj og 44 elevværelser bliver opført på Asmildklostervej.
- 1970 – Vansøgård købes.
- 1977 – Ministergården købes.
- 1980'erne – kursusejendom og idrætshal opføres på Asmildklostervej.
- 1990'erne – Ministergården og Vansøgård sælges.
- 2007 – gård på Aalborgvej indkøbes til praktikundervisning.
- 2008 – alle bygninger på Aalborgvej rives ned. Nyt stuehus med værelser og maskinhal på 1000 m2 opføres. Derefter blev alle skolens maskiner placeret her.

## Kendte elever
- Jens Kirk i 1964-65.
- Leif Mikkelsen i 1973-?.